# Albert (évêque de Saint-Malo)
Pour les articles homonymes, voir Albert.
Albert ou Aubert  (mort le 5 juillet 1184) ecclésiastique français qui fut évêque de Saint-Malo de 1163 à 1184.

## Biographie
Albert archidiacre de la cathédrale de Saint-Malo il est consacré en 1163 par  Joscion l'archevêque de Tours (1157-1174). Afin de clore définitivement  le différend qui avait opposé son  prédécesseur aux  moines de l'abbaye de Marmoutier il leur  donne en 1164 l'église Notre-Dame de Bécherel.  En 1169 il est à Rennes avec l'évêque lors de la réception de Geoffroi Plantagenet le fils d'Henri II d'Angleterre. En 1178 il est choisi comme arbitre lors d'un différend entre  les moines de l'abbaye du Mont-Saint-Michel et ceux de La Lucerne.  En 1182 il ratifie la cession du monastère de Léhon à Marmoutier par l'abbé de Saint-Magloire de Paris. Il meurt le 5 juillet 1184 selon l'obituaire de l'abbaye Saint-Jacques de Montfort.

## Sources
- François Tuloup Saint-Malo. Histoire religieuse. Éditions Klincksieck, Paris 1975.
- (en) Catholic Hierarchy.org Bishop: Albert ou Aubert